# Manuel Luís Goucha
Manuel Luís Nunes de Sousa Goucha (Lisboa, Madalena; 25 de dezembro de 1954) é um apresentador de televisão e empresário português.

## Biografia
Manuel Luís Goucha é filho de Maria de Lourdes Sousa (falecida a 10 de agosto de 2024) e Luís Filipe Fernando Batista Goucha (falecido em 2010). Nasceu no 1.º andar esquerdo no n.º 15 da Rua das Pedras Negras, freguesia da Madalena, em Lisboa, às 20 horas e 5 minutos da noite, com 4 quilos e 90 gramas. Filho de pais divorciados, quase não teve relação com o pai e em criança não tinha muitos amigos. Embora nascido em Lisboa, foi, ainda em criança, viver para Coimbra, onde fez o liceu e viveu até aos 17 anos, altura em que regressou a Lisboa para começar a sua vida independente. Raul Solnado despediu-o do elenco de uma peça de teatro e a partir daí Goucha inicia a sua carreira em televisão. Já se passaram  quatro décadas desde que iniciou o seu trabalho regular no mundo televisivo, com um bigode farfalhudo.
Além da sua longa carreira televisiva, também escreveu vários livros.
Entre os vários prémios recebidos, destaca-se o Globo de Ouro, na categoria de melhor apresentador de entretenimento, nos Globos de Ouro de 2024, da SIC.

## Carreira

### RTP (1983-2002)
Começou na RTP e há quase três décadas que está nas manhãs da televisão.  Estreou-se como apresentador no programa Circoflé, em 1983, tendo se seguido vários programas apresentados pelo comunicador para a estação pública.
Fez a sua primeira dupla televisiva, em 1991, com o jornalista Júlio Magalhães, no programa Bom Dia.
Entre 1992 e 1993, formou par com Teresa Guilherme, no formato de sucesso Olha Que Dois, a dupla televisiva era vista pelos telespectadores como marido e mulher, o que não era verdade, tendo ambos desmentido os rumores.
Em 1995, apresenta com Anabela Mota Ribeiro as manhãs da RTP1 - Praça da Alegria, que ainda se encontra em antena, com a apresentação de Sónia Araújo e Jorge Gabriel. A partir de 1996, com a saída de Mota Ribeiro do formato, dividiu a apresentação com Sónia Araújo, até 2002, ano em que se mudou para a TVI.
Apresentou Avós e Netos, em 1996 e, em 1999, ao lado de Alexandra Lencastre o Festival RTP da Canção.
Participou como ator na Crónica dos Bons Malandros, em 1984. 

### TVI (1993 / 2002-presente)
Em 1993, estreou-se na TVI, com o programa Momentos de Glória, que obteve poucos resultados nas audiências.
Transfere-se da RTP para a TVI, em 2002, regressando assim à estação nove anos depois. No canal quatro começou com Olá Portugal, entre 2002 e 2004.
 

Em 2004, nasce a dupla Manuel Luís Goucha e Cristina Ferreira, com o programa Você na TV!, um formato líder absoluto de audiências nas manhãs da televisão portuguesa. Deste modo, nascia uma das duplas televisivas mais acarinhadas de sempre. Cristina Ferreira, sai da estação em 2019, rumo à SIC, para apresentar O Programa da Cristina, assim sendo, a TVI contrata Maria Cerqueira Gomes, vinda do Porto Canal, para conduzir o programa com Goucha. O matutino terminou em 2020, depois de desaseis anos no ar.

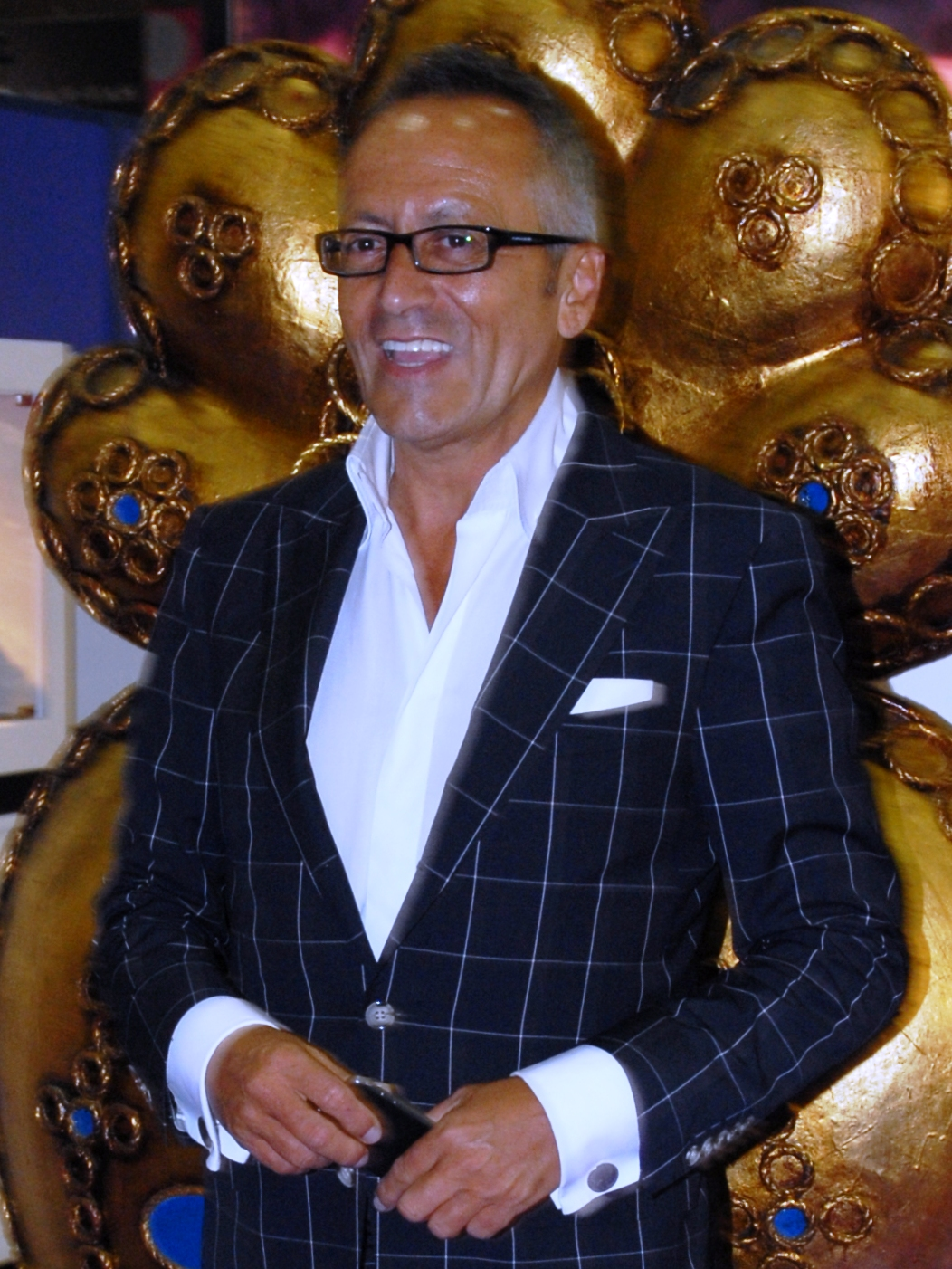
Manuel Luís Goucha na Exponor em 2011.

No final de 2008 coapresentou a primeira edição do talent show Uma Canção para Ti, com Júlia Pinheiro e posteriormente, em 2011 a 4.ª edição com Cristina Ferreira.
Em 2012, regressa ao horário nobre da TVI, para apresentar, com Cristina Ferreira o talent show A Tua Cara Não Me É Estranha, que contou com várias edições, até 2018.
Apresentou em 2014, a segunda edição de MasterChef Portugal e, em 2015 a terceira. Além da versão adulta, conduziu também o Masterchef Júnior.
Em 2018, estreia-se na apresentação de reality shows, substituindo Teresa Guilherme no Secret Story - Casa dos Segredos (7.ª edição). Ainda em reality shows, apresentou, com Cláudio Ramos o Big Brother 2021 e, a solo, Dilema, em 2024.
Com o regresso de Cristina Ferreira à TVI, com o cargo de diretora e ficção do canal, em 2020, várias mudanças são feitas na estação, uma delas é o fim de Você na TV!, que é substituído por Dois às 10, com Maria Botelho Moniz e Cláudio Ramos e, Goucha, durante as tardes, programa que apresentou a solo, entre janeiro de 2021 e junho de 2025.
Desde novembro de 2024, apresenta o novo programa das tardes de domingo da TVI, Funtástico, que veio substituir no horário o programa Somos Portugal.
A partir de junho de 2025, apresenta o novo game-show das tardes da TVI, Soma e Segue!, que substitui Goucha.

## Imagem pública
Desde o início da década de 2010 que a homossexualidade de Manuel Luís Goucha é pública, tendo o apresentador aparecido já várias vezes em televisão junto ao marido, Rui Oliveira Nunes. Goucha é uma das figuras públicas assumidamente LGBT mais proeminentes da atual sociedade portuguesa. Em agosto de 2021, o semanário sensacionalista Tal & Qual considerou Goucha uma das figuras públicas LGBT mais influentes da sociedade portuguesa. Em abril de 2023, Henrique Raposo, polémico cronista de direita, escreveu na sua habitual coluna do Expresso que "Goucha é muito provavelmente a pessoa que mais contribuiu em Portugal para a normalização da homossexualidade". 
Em 2014, Goucha recebeu o Prémio Arco-Íris referente ao ano de 2013, atribuído pela ILGA-Portugal. Em 2015, Goucha foi a segunda personalidade mais votada - de entre uma lista de mais de 70 pessoas - num inquérito promovido pelo site Dezanove que teve o objetivo de eleger os maiores ícones LGBT portugueses, ficando apenas atrás de António Variações. Mesmo tendo isto em conta, Goucha já afirmou várias vezes que a sua homossexualidade não o define enquanto pessoa.

## Controvérsias e posicionamento político
Goucha foi apoiante de Aníbal Cavaco Silva para primeiro-ministro. Em 2005, foi membro da comissão da candidatura do PS, liderada por José Sócrates, às eleições legislativas e mandatário da candidatura do seu amigo Alexandre Zagalo, pelo PS, à presidência da Câmara Municipal do Entroncamento, nas eleições autárquicas desse ano. Em 2009, nas eleições autárquicas, apoiou a candidatura do PS, liderada por António Costa, à presidência da Câmara Municipal de Lisboa.
Desde 2019 que tem sido criticado por receber nos seu programas (Você na TV! e Goucha) personalidades ligadas à extrema-direita: o supremacista branco e criminoso convicto Mário Machado, o político André Ventura (atual líder do CHEGA), e a ex-atriz Maria Vieira, atualmente membro da Assembleia Municipal de Cascais pelo CHEGA. Em julho de 2021, foi revelado que Goucha presidiria à Comissão de Honra da candidatura autárquica de Suzana Garcia.  No mesmo mês em que o Você na TV! recebeu Mário Machado, foi noticiado que Alexandre Frota, então deputado federal pelo PSL, na altura o partido de Jair Bolsonaro - empossado como Presidente do Brasil alguns dias antes -, apareceria como convidado num dos episódios. Mais uma vez, tanto Goucha como a TVI foram criticados pelo convite que fizeram a uma figura pública associada à extrema-direita. No entanto, Frota - que havia participado em programas da TVI em meados da década de 2000 - acabou por não ir ao programa.
Devido à entrevista que Goucha fez a Mário Machado e a ligação do primeiro a Suzana Garcia, em abril de 2021 o ativista Mamadu Bá considerou o apresentador se tinha tornado a "expressão mais acabada do conceito de homonacionalismo."
Em agosto de 2021, Guadalupe Amaro, uma estudante que é mulher transgénero, revelou, no Twitter, que havia sido convidada para um episódio de Goucha em que o apresentador homónimo a entrevistaria - episódio esse que seria emitido em diferido - e escreveu também o seguinte, dirigindo-se ao apresentador e referindo-se ao facto de o mesmo ser publicamente homossexual: "Primeiramente, estás a usar o teu poder enquanto um dos apresentadores com maior carreira e espaço em horário nobre para branquear fascistas e racistas; segundo, és uma vergonha para a comunidade LGBT. O que mais faltava quererem instrumentalizar-me ou à comunidade trans para limpar a imagem dum porco destes". Uns dias depois, o apresentador negou que tivesse convidado Amaro para o programa Goucha.
Em julho de 2023, Manuel Luís Goucha recebeu no programa com o seu nome o polémico profissional de medicina tradicional chinesa Pedro Choy, que em 2022 afirmou que tinha "curado" um jovem de 16 anos da sua homossexualidade (será de ressaltar que a criminalização das práticas de conversão sexual foi aprovada na Assembleia da República em abril de 2023).
Em março de 2024, Goucha declarou o seu apoio à candidatura da coligação Aliança Democrática (PSD/CDS – PP/PPM) às eleições legislativas portuguesas desse mesmo mês, onde o candidato da coligação, Luís Montenegro, foi eleito Primeiro-Ministro de Portugal.  Em junho desse ano apoiou a mesma coligação, encabeçada por Sebastião Bugalho, na sua candidatura às eleições europeias de 2024.
Em agosto de 2024, o Diário de Notícias escreveu que no PSD se acreditava ser possível convencer Goucha a encabeçar a lista candidata do PSD ao município de Sintra nas eleições autárquicas de 2025.

## Livros
- 1983 - Em banho-Manel : comeres, dizeres e beberes
- 1985 - Dona gelatina tremuras e seu queque finuras
- 1986 - Chefe-mate! ou quando os (as) cozinheiros são poetas : receitas e rostos da cozinha portuguesa
- 1987 - Arroz como te quero
- 1987 - Receitas para micro-ondas
- 1987 - Coisas de açúcar
- 1989 - Coisas doces sem açúcar
- 1990 - Receitas de comer e brincar
- 1990 - Doces frios sem açúcar
- 1991 - Pequenos segredos grandes ideias
- 1991 - Doces de café sem açúcar
- 1993 - Com o sol à sua mesa
- 1993 - Tentações de chocolate : menos calorias
- 1993 - O livro do iogurte
- 1993 - Menus completos
- 1994 - Prazeres de leite sem açúcar
- 1994 - Receitas do mundo inteiro
- 1995 - Doçuras
- 1996 - Eu vi as estrelas
- 1996 - Nova cozinha portuguesa (com Vítor Sobral)
- 1997 - A maçã na sua cozinha (com Michael Guerrieri)
- 1998 - Pudins caseiros
- 1998 - Delícias de Natal
- 1998 - Bolos e doces
- 1998 - É pasta e basta! : deliciosas receitas de massa (com Michael Guerrieri)
- 1999 - Doçaria : uma tradição portuguesa
- 2007 - Os doces do Manel
- 2015 - As receitas cá de casa
- 2021 - À Moda do Rui (com Rui Oliveira Nunes)[46]

### Livros
- 2010 - Mulheres da minha vida
- 2015 - Vida de Cão - O que os cães nos ensinam sobre a vida e o amor

## Televisão

### RTP
| Ano         | Programa                                      | Notas                                           |
| ----------- | --------------------------------------------- | ----------------------------------------------- |
| 1979        | Zé Gato                                       | ator                                            |
| 1983        | Circoflé                                      | apresentador                                    |
| 1984        | Crónica dos Bons Malandros                    | ator                                            |
| 1984        | Gostosuras e Travessuras                      | apresentador                                    |
| 1986        | Sebastião come tudo!                          | apresentador                                    |
| 1987        | Portugal de Faca e Garfo                      | apresentador                                    |
| 1988        | Sebastião na CEE                              | apresentador                                    |
| 1991        | Sim ou Sopas                                  | apresentador                                    |
| 1991 - 1994 | Bom Dia                                       | apresentador com Júlio Magalhães                |
| 1992 - 1993 | Olha que Dois                                 | apresentador com Teresa Guilherme               |
| 1994 - 1995 | Viva à Manhã                                  | apresentador com Anabela Mota Ribeiro           |
| 1995        | A Grande Pirâmide                             | apresentador                                    |
| 1995        | Efe-Erre-A                                    | apresentador                                    |
| 1995        | Praça da Alegria                              | apresentador com Anabela Mota Ribeiro           |
| 1996 - 2002 | Praça da Alegria                              | apresentador com Sónia Araújo                   |
| 1996        | Avós e Netos                                  | apresentador                                    |
| 1999        | Festival RTP da Canção 1999                   | apresentador com Alexandra Lencastre            |
| 2000        | Santa Casa                                    | apresentador com Sónia Araújo e António Machado |
| 2000        | 1º Festival Jovem das Comunidades Portuguesas | apresentador com Isabel Angelino                |
| 2024        | Festival RTP da Canção 2024                   | apresentador convidado com Sónia Araújo         |

### TVI
| Ano             | Programa                                       | Notas                                                                                |
| --------------- | ---------------------------------------------- | ------------------------------------------------------------------------------------ |
| 1993            | Momentos de Glória                             | Apresentador e Jurado                                                                |
| 2002 - 2004     | Olá Portugal                                   | Apresentador                                                                         |
| 2004 - 2020     | Você na TV!                                    | Com Cristina Ferreira (2004-2018), Maria Cerqueira Gomes (2019-2020) e a solo (2020) |
| 2007            | Casamento de Sonho                             | Jurado                                                                               |
| 2008            | Uma Canção para Ti 1                           | Apresentador com Júlia Pinheiro                                                      |
| 2009            | Uma Canção para Ti 2                           | Apresentador com Júlia Pinheiro                                                      |
| 2009            | Uma Canção para Ti 3                           | Apresentador com Júlia Pinheiro                                                      |
| 2009            | Quem é o Melhor?                               | Apresentador com Júlia Pinheiro                                                      |
| 2011            | Uma Canção para Ti 4                           | Apresentador com Cristina Ferreira                                                   |
| 2011 - 2017     | Somos Portugal                                 | Apresentador esporádicamente                                                         |
| 2012            | A Tua Cara Não Me é Estranha 1                 | Apresentador com Cristina Ferreira                                                   |
| 2012            | A Tua Cara Não Me é Estranha 2                 | Apresentador com Cristina Ferreira                                                   |
| 2012            | A Tua Cara Não Me é Estranha: Especial         | Apresentador com Cristina Ferreira                                                   |
| 2012            | A Tua Cara Não Me é Estranha - Duetos          | Apresentador com Cristina Ferreira                                                   |
| 2013            | A Tua Cara Não Me é Estranha 3                 | Apresentador com Cristina Ferreira                                                   |
| 2014            | MasterChef Portugal 2                          | Apresentador e Jurado                                                                |
| 2014            | A Tua Cara Não Me é Estranha - Kids            | Apresentador com Cristina Ferreira                                                   |
| 2015            | MasterChef Portugal 3                          | Apresentador e Jurado                                                                |
| 2015            | Pequenos Gigantes 1                            | Jurado                                                                               |
| 2015 - 2019     | A Tarde é Sua                                  | Apresentador na ausência de Fátima Lopes                                             |
| 2015 - 2016     | Juntos, Fazemos a Festa                        | Apresentador                                                                         |
| 2016            | MasterChef Júnior Portugal 1                   | Apresentador e Jurado                                                                |
| 2016            | Pequenos Gigantes 2                            | Jurado                                                                               |
| 2016            | A Tua Cara Não Me é Estranha 4                 | Apresentador com Cristina Ferreira                                                   |
| 2017            | A Tua Cara Não Me é Estranha: Especial         | Apresentador com Cristina Ferreira                                                   |
| 2017 - 2018     | MasterChef Júnior Portugal 2                   | Apresentador e Jurado                                                                |
| 2018            | A Tua Cara Não Me é Estranha 5                 | Apresentador com Cristina Ferreira                                                   |
| 2018            | Secret Story - Casa dos Segredos 7             | Apresentador                                                                         |
| 2018            | Secret Story - Casa dos Segredos: O Reencontro | Apresentador                                                                         |
| 2018            | No Monte do Manel                              | Apresentador                                                                         |
| 2019            | O Chef é Você!                                 | Apresentador com Maria Cerqueira Gomes                                               |
| 2019            | MasterChef Portugal 4                          | Apresentador                                                                         |
| 2020 - 2024     | Conta-me                                       | Apresentador                                                                         |
| 2020            | Em Família                                     | Apresentador com Cristina Ferreira                                                   |
| 2021            | Em Família                                     | Apresentador com Maria Botelho Moniz e Cláudio Ramos                                 |
| 2021            | Em Família                                     | Apresentador com Maria Cerqueira Gomes, na ausência de Ruben Rua                     |
| 2021 - 2025     | Goucha                                         | Apresentador                                                                         |
| 2021            | Big Brother 2021                               | Apresentador com Cláudio Ramos                                                       |
| 2022            | Uma Canção para Ti 5                           | Apresentador com Maria Cerqueira Gomes                                               |
| 2024            | Dilema                                         | Apresentador                                                                         |
| 2024 - presente | Funtástico                                     | Apresentador                                                                         |
| 2025 - presente | Soma e Segue                                   | Apresentador                                                                         |

Cerimónias
- 2011 - Casamento de William e Kate (Inglaterra)
- 2011 - Casamento de Charlene e Príncipe Alberto do Mónaco (Mónaco)
- 2013 - Lançamento da TVI Internacional (Nova Iorque)
- 2017 - Especial Fátima "100 Anos"
- 2018 - Casamento de  Harry e Meghan Markle (Inglaterra)
- 2022 - Jubileu de Platina da Rainha Isabel II de Inglaterra
- 2022 - Cerimónias Fúnebres da Rainha Isabel II de Inglaterra
- 2023 - Cerimónia de Coroação do Rei Carlos III de Inglaterra
- 2023 - Jornada Mundial da Juventude de 2023 Lisboa, Co-apresentador
- 7 de outubro de 2023 - Especial Casamento Real de Infanta Maria Francisca Isabel de Bragança e Duarte Sousa Araújo | com Maria Cerqueira Gomes, Rita Rodrigues e José Carlos Araújo
- 3 de maio de 2025 - Especial Cerimónias Fúnebres do Papa Francisco | com Joaquim Franco, Pedro Benevides e Rita Rodrigues
- 13 de maio de 2025 - Festa Real - 30 Anos de Casamento de D. Duarte Pio de Bragança e D. Isabel de Herédia | com Rita Rodrigues e Sílvia Martins

Galas e Especiais
- 2000 - 2002 - Marchas Populares de Lisboa
- 2003 - Mãe Querida - "Especial Dia da Mãe"
- 2003 - As Mais Belas Canções de Amor
- 2004-2010/2022 - presente - Há Festa no Hospital
- 2005 - Gala de Natal TVI
- 2006 - Gala de Natal TVI
- 2007 - Viagem ao Mundo das Maravilhas
- 2007 - Gala de Natal TVI
- 2008 - Gala 10 Anos de Ficção Nacional
- 2008 - Todos com Portugal
- 2008 - Gala de Natal TVI
- 2009 - Gala de Natal TVI
- 2010 - Gala Nicolau Breyner - 50 Anos de Carreira
- 2010 - Gala Somos Portugal, com Júlia Pinheiro, Fátima Lopes e Cristina Ferreira
- 2010 - Gala de Natal TVI
- 2011 - Especial Festas de São Mateus em Elvas
- 2011 - Especial Festas da Senhora da Agonia em Viana do Castelo
- 2011 - Gala de Natal TVI
- 2012 - Gala de Natal TVI, ao lado de Cristina Ferreira
- 2013 - Toda a Gente Me Diz Isso, participação especial
- 2013 - Parabéns TVI - 20 Anos, ao lado de Cristina Ferreira e Fátima Lopes
- 2013 - Gala 20 Anos TVI, ao lado de Cristina Ferreira
- 2013 - Gala das Estrelas TVI, ao lado de Cristina Ferreira e Fátima Lopes
- 2014 - Parabéns TVI - 21.º Aniversário
- 2014 - Gala das Estrelas TVI, ao lado de Cristina Ferreira e Fátima Lopes
- 2014 - Participação Especial no programa Juntos no Verão
- 2015 - Parabéns TVI - 22.º Aniversário
- 2015 - Natal Especial, ao lado de Cristina Ferreira e Fátima Lopes
- 2016 - Especial Ano Novo, ao lado de Cristina Ferreira e Fátima Lopes
- 2016 - Parabéns TVI - 23.º Aniversário
- 2017 - Parabéns TVI - 24.° Aniversário
- 2019 - Especial 26.° Aniversário TVI
- 2019 - Apanha se Puderes, participação especial
- 2020 - Todos Por Todos: Especial Covid-19, ao lado de Raquel Matos Cruz
- 2020 - Nunca Desistir, ao lado de Maria Botelho Moniz
- 2020 - Todos por Todos: Missão Continente
- 2020 - Natal em Família, em dupla com Fátima Lopes
- 2020 - Mental Samurai - Estrelas de Natal, concorrente
- 2020 - Última emissão do Você na TV!, ao lado de Cristina Ferreira, Maria Cerqueira Gomes e Iva Domingues
- 2020 - Conta-me, Entrevistado por Cristina Ferreira
- 2021 - Estamos aqui por si, ao lado de Cláudio Ramos e Maria Botelho Moniz
- 2021 - Parabéns, Portugal; apresentador de exteriores
- 2021 - Somos Família, apresentador satélite
- 2021 - Entrevista Especial a Tony Carreira
- 2021 - Festival Bom para Portugal, apresentador
- 2021 - Cristina ComVida O Goucha, participação especial
- 2021 - Cristina ComVida,  apresentador de emissão especial, em substituição de Cristina Ferreira
- 2022 - Gala do 29° Aniversário TVI, apresentador com Cristina Ferreira
- 2022 - Parabéns TVI - 29° Aniversário, apresentador
- 2022 - 1 ano de Festa, apresentador com Cristina Ferreira
- 2022 - Especial Casamento de Bruno de Carvalho e Liliana Almeida, apresentador com Maria Botelho Moniz e José Lopes
- 2022 - Festa É Festa, Participação especial
- 2022 - Goucha - Especial Natal, apresentador com Marisa Cruz
- 2022 - Toda a Gente Me Diz Isso, participação especial
- 2023 - Parabéns, TVI - 30° Aniversário, apresentador
- 2023 - Goucha - Especial Primavera, apresentador
- 2023 - 2 anos de Festa, apresentador com Maria Botelho Moniz
- 2023 - Goucha - Especial Dia da Família, apresentador com Cristina Ferreira
- 2023 - Goucha - O Triângulo, apresentador
- 2023 - Goucha - Especial Festas Populares, apresentador com Maria Botelho Moniz / Cristina Ferreira
- 2023 - Goucha - Especial Festas de Verão, apresentador com Mafalda de Castro
- 2023 - Dois às 10 - Especial Festa do Emigrante, apresentador com Cláudio Ramos e Cristina Ferreira
- 2023 - Goucha - Especial Festa do Emigrante, apresentador com Cristina Ferreira e Cláudio Ramos
- 2023 - Goucha  - Especial Regresso às Aulas, apresentador com Cristina Ferreira, Cláudio Ramos e Maria Botelho Moniz
- 2023 - Goucha - Especial Outono, apresentador com Cristina Ferreira, Cláudio Ramos e Maria Botelho Moniz
- 2023 - Missão Continente - A Ajuda Mora Aqui, apresentador com Maria Cerqueira Gomes
- 2023 - Goucha - Especial Natal, apresentador com Maria Cerqueira Gomes
- 2024 - Viva o Carnaval, apresentador com Idevor Mendonça, João Montez, José Lopes, Rafaela Granado e Susana Pinto
- 2024 - Gala do 31° Aniversário TVI, co-apresentador
- 2024 - Parabéns TVI 31° Aniversário, co-apresentador
- 2024-presente - Gala dos Sonhos Associação Sara Carreira, apresentador
- 2025 - Ano Novo, Vida Nova, apresentador
- 2025 - Parabéns TVI 32° Aniversário, co-apresentador
- 2025 - Especial Carnaval de Torres Vedras, apresentador com Rafaela Granado
- 2025 - Ilha das Vacas Felizes, apresentador com Cristina Ferreira, Maria Cerqueira Gomes, Rafaela Granado e Rebeca Caldeira

#### TVI 24
| Ano  | Programa               | Notas        |
| ---- | ---------------------- | ------------ |
| 2010 | Mulheres da Minha Vida | Apresentador |
| 2010 | De Homem Para Homem    | Apresentador |
| 2011 | Controversos           | Apresentador |

#### +TVI
| Ano  | Programa    | Notas        |
| ---- | ----------- | ------------ |
| 2013 | Tu Cá Tu Lá | Apresentador |

## Prémios
Goucha foi nomeado e venceu diversos prémios. Em 2024, venceu na XXVIII Gala dos Globos de Ouro da SIC, o prémio de personalidade do ano na categoria do entretenimento. Em 2022 e 2025, venceu o Prémio Cinco Estrelas, na categoria de Televisão.
| Troféus TV 7 Dias | Troféus TV 7 Dias                  | Troféus TV 7 Dias                 | Troféus TV 7 Dias | Troféus TV 7 Dias |
| Ano               | Trabalho nomeado                   | Categoria                         | Resultado         |                   |
| ----------------- | ---------------------------------- | --------------------------------- | ----------------- | ----------------- |
| 2010              |                                    | Melhor Apresentador               | Indicado          |                   |
| 2010              | Uma Canção para Ti                 | Melhor Programa de Entretenimento | Indicado          |                   |
| 2010              | Você na TV                         | Melhor Talk show                  | Venceu            |                   |
| 2011              |                                    | Melhor Apresentador               | Venceu            |                   |
| 2011              | Você na TV                         | Melhor Talk show                  | Indicado          |                   |
| 2011              | As Mulheres da Minha Vida          | Melhor Programa Cultural          | Indicado          |                   |
| 2011              | De Homem Para Homem                | Melhor Programa Cultural          | Indicado          |                   |
| 2012              | Controversos                       | Melhor Programa Cultural          | Indicado          |                   |
| 2012              |                                    | Melhor Apresentador               | Indicado          |                   |
| 2013              | Indicado                           | Melhor Apresentador               |                   |                   |
| 2013              | A Tua Cara Não Me É Estranha       | Melhor Programa de Entretenimento | Venceu            |                   |
| 2014              | A Tua Cara Não Me É Estranha       | Melhor Programa de Entretenimento | Venceu            |                   |
| 2014              |                                    | Melhor Apresentador               | Venceu            |                   |
| 2014              | Você na TV                         | Melhor Talk-Show                  | Indicado          |                   |
| 2015              |                                    | Melhor Apresentador               | Venceu            |                   |
| 2015              | Você na TV                         | Melhor Talk show                  | Indicado          |                   |
| 2015              | A Tua Cara não Me É Estranha: Kids | Melhor Programa de Entretenimento | Indicado          |                   |
| 2015              | MasterChef Portugal                | Melhor Programa de Entretenimento | Indicado          |                   |
| 2016              | MasterChef Portugal                | Melhor Programa de Entretenimento | Indicado          |                   |
| 2016              |                                    | Melhor Apresentador               | Venceu            |                   |
| 2018              | Venceu                             | Melhor Apresentador               |                   |                   |
| 2018              | Você na TV                         | Melhor Talk show                  | Venceu            |                   |
| 2018              | MasterChef Júnior                  | Melhor Programa de Entretenimento | Indicado          |                   |
| 2018              | A Tua Cara não Me É Estranha       | Melhor Programa de Entretenimento | Indicado          |                   |
| 2020              |                                    | Melhor Apresentador               | Venceu            |                   |

## Vida pessoal
Goucha possuiu um restaurante em Belas, o Belas Clube de Campo, e um outro em São Pedro de Sintra, o Largo da Feira. Vive numa quinta situada na aldeia de Fontanelas, concelho de Sintra, com o seu marido Rui Oliveira Nunes. Os dois possuem a Herdade da Pesqueirinha, no Alentejo, perto da localidade de Monforte.
A sua relação com o empresário começou em 1999 e casaram em 6 de abril de 2018.